# Norman Bluhm
Norman Bluhm (* 28. März 1921 in Chicago, Illinois; † 3. Februar 1999 in East Wallingford, Vermont) war ein US-amerikanischer Maler. Er gehörte zu den bedeutenden Vertretern des Abstrakten Expressionismus.

## Leben
Norman Bluhm studierte von 1936 bis 1941 Architektur bei Ludwig Mies van der Rohe am Armour (heute: Illinois) Institute of Technology. Nach dem Militärdienst im Zweiten Weltkrieg von 1941 bis 1945, kehrte er kurzfristig nach Illinois zurück, entschloss sich aber dann, das Studium der Architektur nicht zu beenden. Er siedelte 1946 nach Italien um und studierte Kunst an der Accademia di Belle Arti in Florenz. 1947 zog er nach Paris, wo er bis 1956 an der École des Beaux-Arts in Paris studierte. In seiner Zeit in Paris knüpfte er enge Kontakte zu Künstlern wie Joan Mitchell, Sam Francis, Jean-Paul Riopelle oder Zao Wou-ki, zu Schauspielern, so spielte er 1949 in dem Film Orphée von Jean Cocteau mit, und zu Schriftstellern. 1950 heiratete er Claude Souvrain, von der er bereits 1956 wieder geschieden wurde. Im gleichen Jahr kehrte er in die USA zurück. 1961 heiratete er Carolyn Ogle; beide lebten in New York City bis zum Jahr 1969 und hatten zwei Kinder: David (1962) and Nina (1963). Von 1970 bis 1980 lebte die Familie in Millbrook, New York und von 1980 bis 1987 in East Hampton, NY. Später wohnten sie in East Wallingford, Vermont, wo Norman Bluhm am 3. Februar 1999 in seinem Haus starb.

## Werk
Norman Bluhm hatte seine erste Einzelausstellung 1957 in der Leo Castelli Gallery in New York. Seine Kunst fand internationale Aufmerksamkeit: 1959 folgte eine Ausstellung in der Galleria del Naviglio in Mailand und im selben Jahr die Teilnahme an der documenta II in Kassel. Es folgten zahlreiche Ausstellungen im In- und Ausland.